# Об'єкт 775
Об'єкт 775 — експериментальний радянський ракетний танк. «Об'єкт 775» був створений в 1964 році під керівництвом Павла Ісакова в СКБ—75 (Челябінський тракторний завод).

## Опис конструкції

### Історія
Розробка танка «Об'єкт 775» велася два роки — з 1962 по 1964, під керівництвом Павла Павловича Ісакова. Постановою Ради Міністрів СРСР від 30 березня 1963 року було розпочато роботи зі створення двох ракетних комплексів «Астра» і «Рубін», кращий з яких повинен був використовуватися в «Об'єкті 775». Рішенням секції НТС Державного комітету з оборонної техніки від 1 березня 1964 року з двох комплексів обрали «Рубін», а роботи по "Астрі" припинили. Таким чином, для «Об'єкту 775» використовувався саме «Рубін»

### Озброєння
На відміну від інших ракетних танків («Об'єкт 287», ВТ-1), «Об'єкт 775» мав повноцінну башту з литої сталі, яка була оснащена 125 мм нарізною пусковою ракетною установкою, яка могла стріляти як керованими, так і некерованими ракетами.
Як керованих ракет використовувалися 9М15 «Тайфун» з кумулятивним зарядом, наведення яких на ціль здійснювалося за допомогою напівавтоматичного комплексу «Рубін» за інфрачервоним променем. Ракети «Тайфун» були здатні вражати броньовані цілі на дальності до 4000 м і пробивати 250 мм броні під кутом 60 градусів. Процеси заряджання за допомогою напівавтоматичного механізму, наведення на ціль, пострілу (пуску) і управління польотом ракети проводилися по командам з пульта командира—оператора.
Як некеровані ракети (активно—реактивні снаряди) використовувалися осколково—фугасні ракети «Бур». Максимальна дальність стрільби «Бурами» становила 9 км.
Боєкомплект «Об'єкту 775» перебував в носовій частині башти і становив 24 керовані ракети «Тайфун» і 48 некерованих реактивних снарядів «Бур». Снаряди подавалися в бойове відділення напівавтоматичним механізмом заряджання.
Пускова ракетна установка «Д—126» мала 32 нарізи на внутрішній частині ствола і була створена в ОКБ—9 спеціально для «Об'єкту 775». Вона мала напівавтоматичний механізм заряджання і дистанційно керувалася командиром-оператором. Д—126 була стабілізована у двох площинах стабілізатором 2Е16.

### Екіпаж
Екіпаж танка складався з двох осіб — механіка—водія і командира—оператора озброєння. Вони розміщувалися в башті танка в ізольованій кабіні з поліетилену. Місце механіка—водія було обладнано складною спеціальною системою, що дозволяла йому при обертанні вежі постійно дивитися вперед. Дана система являла собою обертову башточку, яка була поміщена всередину основний башти і коли танкова башта оберталася в одну сторону, то башточка механіка—водія оберталася в протилежну. У башточці, яка перебувала в правій частині башти і кріпилася на кульковій опорі, знаходилося сидіння механіка—водія, прилади огляду та керування. Таким чином, механік—водій і його оглядовий прилад постійно залишалися спрямованими вперед руху бази танка, уздовж поздовжньої осі корпусу, чим забезпечувалося безупинне спостереження за дорогою. Завдяки такому розміщенню екіпажу в танковій башті, а не в корпусі під баштою, загальну висоту танка вдалося знизити до 1740 мм.

### Рушій
На «Об'єкті 775» застосовувалася гідропневматична підвіска замість торсіонної. Вона мала дозувальний (ступеневий) пристрій, який дозволяв змінювати кліренс танка.
Дизельна силова установка і трансмісія «Об'єкту 775» були запозичені у танка Т-64 і зазнали невеликих змін. Також були запозичені ежекційна система охолодження, силова передача з двома семи-швидкісними коробками по бортах, опорні котки з внутрішньою амортизацією, напрямні колеса та гусениця з гумовометалічними шарнірами.
Танк «Об'єкт 775» мав малу загальну висоту, яка була досягнута специфічним розташуванням екіпажу, відсутності противідкатних пристроїв і компактному затвору. Мала висота в поєднанні з порівняно невеликими розмірами дозволили посилити бронезахист «Об'єкту 775» в порівнянні з гарматними танками тієї ж маси. Для послаблення впливу на екіпаж іонізуючого випромінювання в разі ядерного вибуху були застосовані пластмасові підкладки. Додатково, екіпаж мав комплект протиатомного і протипожежного захисту.

## Випробування і висновки
На випробуваннях «Об'єкту 775» було виявлено його добрі рухливість і прохідність, непомітність і менший ступінь уразливості завдяки низькому силуету і змінюваному кліренсу. Це дало поштовх до розробки нової гілки бронетехніки — «винищувачів танків», які відрізняються невеликою висотою і габаритами, але досить потужним озброєнням.
Сам же ракетний танк «Об'єкт 775» не був прийнятий на озброєння через складність пристрою і низької надійності системи наведення керованих ракет, а також через погану огляд екіпажем поля бою.
У зв'язку з тим, що «Об'єкт 775» не був прийнятий на озброєння, опрацьовувався варіант установки «Рубіна» в танк Т—64 («Об'єкт 432»). Але при цьому з'ясувалося, що розміщення апаратури управління «Рубіна», яка займала об'єм 200 дм³ при вазі в 180 кг, було дуже важко і невигідно. Крім того, керована ракета довжиною близько 1,5 м також вимагала модернізації компонування Т-64. Тому установку «Рубіна» в Т-64 визнали недоцільною, і роботи по темі були закриті.
На базі «Об'єкту 775» був розроблений танк «Об'єкт 780», екіпаж якого складався з трьох осіб, які розміщувалися в башті, причому місце механіка-водія аналогічно стабілізувалося вздовж напрямку руху бази танка. 125-мм нарізна установка могла стріляти як танковими керованими реактивними снарядами, так і артилерійськими снарядами звичайного типу.

## Варіанти
- Об'єкт 775 — базовий варіант
- Об'єкт 775Т — модифікація з установкою газотурбинного двигуна ГТД-700. Створена на початку 1968 року. Роботи над цим варіантом були припинені разом з роботами над основною модифікацією танку[1].

## Екземплярі які збереглися
На даний момент (2013 рік) екземпляр який зберігся знаходиться у Танковому музеї у місті Кубинка.